# 高辻章長
高辻 章長（たかつじ あきなが）は、室町時代後期から戦国時代にかけての公卿。権大納言・高辻長直の嫡男。官位は従二位・権中納言、贈権大納言。

## 経歴
長享2年（1488年）に叙爵、若い頃は五条為学と共に東坊城和長に学ぶ。延徳2年（1490年）に少納言に任ぜられ、明応3年（1494年）8月には文章博士となる。文亀3年（1503年）12月29日に正四位下に叙せられ、永正3年（1506年）12月には東坊城和長と共に侍読に任ぜられた。翌年従三位に叙せられ、永正6年（1509年）10月11日には参議に任ぜられた。だが、この頃になると、この時代の公卿の例に漏れず経済的苦境に陥り、当時の高辻家の家格ではそれ以上の昇進は困難とみなされたこともあり、朝倉貞景・孝景父子を頼って3度にわたって越前国に下向する。在洛中の永正12年（1515年）12月18日には権中納言、越前滞在中の永正15年（1518年）1月6日には従二位に叙せられている。そして、永正18年（1521年）5月18日に権中納言を辞任すると、5日後に3度目の越前下向を行い2度と京都の地を踏むことなく、大永5年（1525年）に現地にて57歳で客死した。

## 人物
若い頃から才能に優れ、16歳で近衛家の月次和漢会の執筆役を務め、近衛政家から「器用の者」として高く評価され、長じてからは勤勉な人物として知られて章長が父・長直の昇進を申請した際には章長自身の勤勉さが評価されて認められたこともあった。また、天皇の侍読のみならず、伏見宮や近衛家・三条西家など有名な公家の邸宅にて講義を行った。また、蘇軾の詩をこよなく愛した。そのため、その死は多くの人々から惜しまれ、鷲尾隆康は「勤学雖有其誉、堪忍依不事行、数年寓彼国。不幸短命可惜可哀」と記し、勤勉で誉れ高かった章長が経済的事情で立ち行かなくなり地方に下って若くして亡くなったとしてその死を嘆き、天文年間に編纂された『天文雑説』でも「近代の儒才にて、天性うるはしき人なり」と評価された。その後、没後30年余りを経た弘治2年（1556年）11月27日になって権大納言が追贈されている。

## 系譜
- 父：高辻長直（1441-1522）
- 母：藤波秀忠の娘
- 妻：町広光の娘
  - 長男：高辻長雅（1515-1580）
  - 次男：町資将（1518-1555）